# ジャハラー県

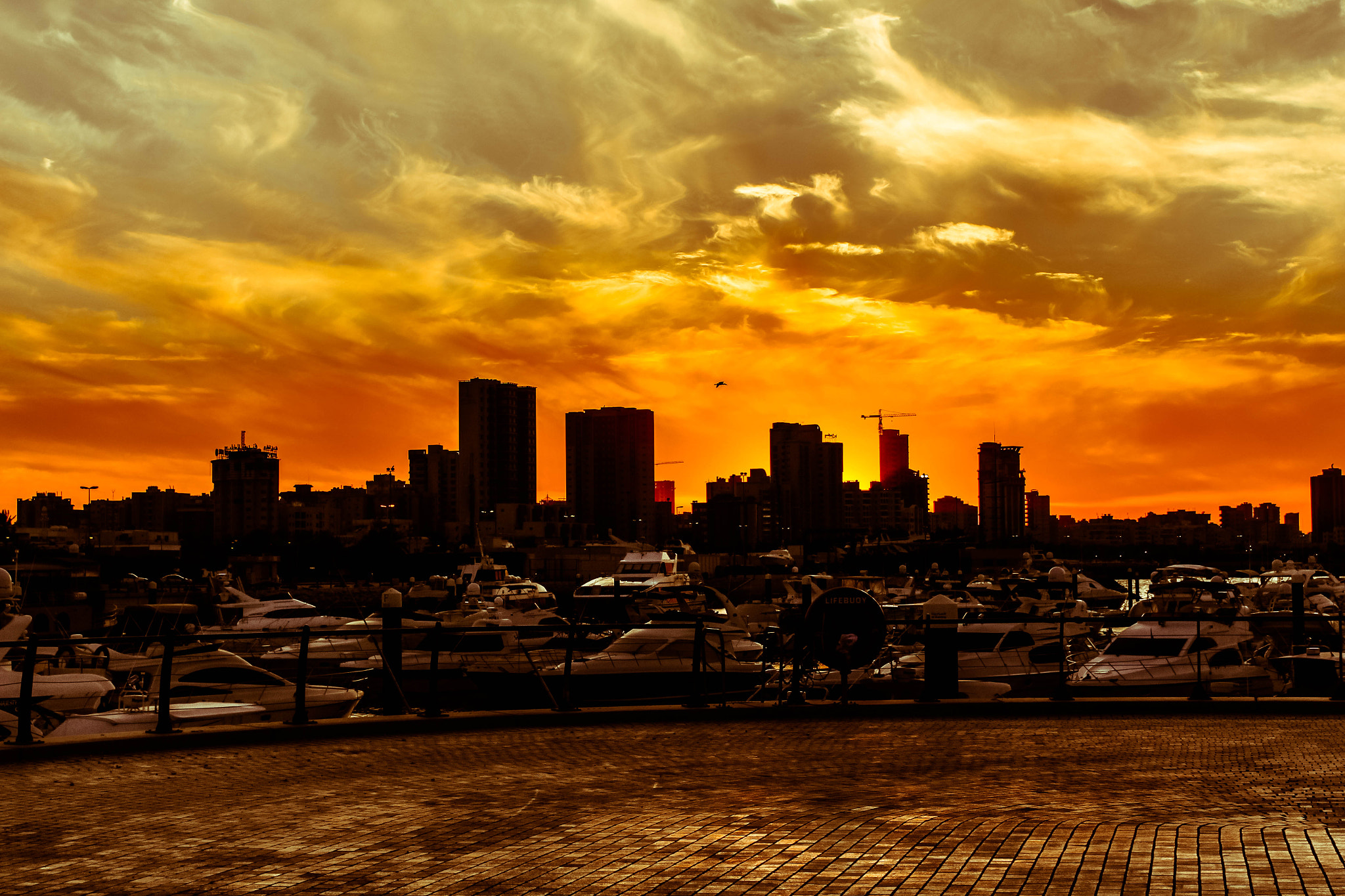
ジャハラー県での夕暮れ

ジャハラー県（ジャハラーけん、アラビア語: محافظة الجهراء Muḥāfaẓat al-Ǧahrāʾ、英語: Al Jahra Governorate）は、クウェートの県である。日本語では「ジャハラ州」とも表記される。県都はジャハラー。

## 概要
元はクウェート県（現在のアースィマ県）の一部だったが、1979年に西部が分割された。北東部のワルバ島とブビヤン島も県域に含まれ、12,130平方キロメートルとクウェートの県では最大の面積を誇るが、ほとんどは砂漠地帯であり人口は県都のジャハラーが所在するペルシャ湾沿岸一帯に集中している。
県内のキャンプ・ドーハはクウェート国内におけるアメリカ軍の最大の駐留拠点であるが、2005年に敷地の大半がクウェートへ返還された。

## 隣接する県
- アースィマ県
- ファルワーニーヤ県
- アハマディ県
- 東部州
- バスラ県